# Nikolas Ledgerwood
Nikolas William Ledgerwood (Lethbridge, 16 gennaio 1985) è un allenatore di calcio ed ex calciatore canadese, di ruolo centrocampista.

## Palmarès
- USL League Two: 1

Calgary Foothills: 2018